# NGC 4232
NGC 4232 ist eine Balken-Spiralgalaxie vom Hubble-Typ SBb im Sternbild Jagdhunde am Nordsternhimmel. Sie ist schätzungsweise 327 Millionen Lichtjahre von der Milchstraße entfernt und hat einen Durchmesser von etwa 125.000 Lichtjahren. Gemeinsam mit NGC 4231 bildet sie das gravitativ gebundene Galaxienpaar Holm 356.
Im selben Himmelsareal befinden sich u. a. die Galaxien NGC 4217, NGC 4220, NGC 4226, NGC 4248.
Das Objekt wurde am 9. März 1788 von Wilhelm Herschel entdeckt.